# Estación de Barbarela
Barbarela es una estación de la línea 1 del Metro de Málaga. Se sitúa en la Avenida de Juan XXIII, cercana al Centro de Especialidades San José Obrero (conocido popularmente como "Barbarela") y a la Comisaría de la Policía Nacional, en el distrito Cruz de Humilladero de Málaga capital, España. 

## Historia

### Apertura
La estación fue inaugurada como parte de los primeros tramos de la red en ser inaugurados el 30 de julio de 2014.

## Situación
La estación de Barbarela está situada en la avenida de Juan XIII, en el barrio de Los Palomares, cercana al Centro de Especialidades San José Obrero (conocido popularmente como "Barbarela" por su suemejanza a una famosa discoteca de Torremolinos, del que la estación toma nombre) y Comisaría Provincial de la Policía Nacional. La boca de acceso de hecho se encuentra al lado del Centro de Especialidades. 
El principal objetivo de la estación es la de dar servicio a los barrios de Santa Julia, Los Palomares y Los Corazones.

## Características
La estación se compone de dos niveles subterráneos, el primero donde se encuentran las máquinas expendedoras y los tornos de entrada y uno inferior donde están las vías. Cuenta con un andén central y dos vías.

## Accesos
- Ascensor: Avenida de Juan XIII, 68
- Avenida Juan XIII, 68

## Líneas y conexiones

### Metro
| << cabecera | < estación | LÍNEA | LÍNEA | LÍNEA | estación > | cabecera >>    |
| Atarazanas  | La Unión   |       |       |       | Carranque  | Andalucía Tech |

### Autobuses
Las siguientes líneas de autobuses urbanos tienen parada en la estación:
| Diurnos |           |                              |
| Línea   | Dirección | Parada                       |
| 15      | Virreina  | AVDA. JUAN XXIII - BARBARELA |